# Thief: The Dark Project
Thief: The Dark Project (с англ. — «Вор: Тёмный Проект») — стелс-игра, являющаяся первой игрой из серии Thief. Она была разработана Looking Glass Studios и выпущена Eidos Interactive в 1998 году.
29 октября 1999 года студия выпустила расширенную версию, Thief Gold, которая содержала новые миссии и улучшения уже существующих. Кроме того, в издание были включены редактор уровней DromEd и видео по истории создания второй части Thief II: The Metal Age.
Сеттинг выдержан в стиле стимпанковского фэнтези в эпоху высокого средневековья. Сюжет повествует о похождениях городского профессионального вора Гарретта, выполняющего разнообразные задания, как по похищению различных ценностей обеспеченных горожан, так и по защите населения Города от различного зла, угрожающего их жизни и свободе. Игра необычна тем, что на высшем уровне сложности из трёх существующих, помимо наличия недоступных в более лёгких режимах заданий и мест, резко осуждается убийство человека (даже если он враг и вооружён), — после анимации смерти жертвы миссия признаётся проваленной.

## Игровой процесс
Действие Thief происходит в трехмерной игровой среде с видом от первого лица, сюжет игры разворачивается в серии миссий, в которых главный герой может выполнять различные действия (такие как наклон, приседание, плавание, лазание, бег, бой и т. д.). Уровни в основном не имеют сценария и похожи на лабиринты, что позволяет создавать динамичный игровой процесс; в то время как неигровые персонажи (NPC) могут либо оставаться неподвижными, либо патрулировать и ходить по определённому маршруту, у игроков есть свобода выбора в обходе NPC и препятствий, чтобы выполнить определённые задачи. На каждом уровне игроку дается набор задач, таких как кража определённого объекта, которые он должен выполнить для перехода на следующий уровень. Перед началом уровня игрок может выбрать один из трех уровней сложности, которые он может менять между миссиями. На более высоких сложностях появляются дополнительные цели, вроде не убийства людей-NPC или кражи определённого количества добычи из доступной на уровне суммы, также изменяется количество здоровья персонажа и чувствительность NPC к окружающей среде. В некоторых миссиях из-за определённых обстоятельств цели могут изменяться или заменяться новыми, в то время как невыполнение ключевой цели или смерть героя приводят к провалу уровня, вынуждая игрока либо переиграть его, либо загрузить предыдущее сохранение.
Поскольку упор в игре делается на скрытность, игрокам рекомендуется сосредоточиться на сокрытии персонажа, уклонении от встреч с NPC, отвлечении внимания и скрытых действиях, а не на прямой конфронтации. Гаррет может бороться на мечах, выполняя три разные атаки и парируя удары противника, но имеет здесь ограниченное мастерство и сопротивление урону. Игрокам приходится учитывать окружающий мир. Чтобы помочь оставаться скрытым, специальный индикатор на проекционном дисплее (HUD) в виде драгоценного камня демонстрирует видимость игрока для NPC; чем он ярче, тем легче им будет обнаружить присутствие игрока. Таким образом, игрок прячется, придерживаясь темных, тенистых мест, где драгоценный камень тускнеет, хотя NPC могут найти его, если он подойдёт слишком близко. Чтобы сохранять тишину, игроки должны следить за производимым шумом, а также за тем, по какой поверхности двигаются; шаги по коврам и траве остаются тихими по сравнению с металлическим полом и керамической плиткой. NPC также издают шум, например, свистя или передвигаясь, что может помочь игроку определить их местонахождение. Шум может использоваться игроком, чтобы ввести в заблуждение или отвлечь NPC, например, бросив предмет и заманив в другое место.
Неигровые персонажи в игре оснащены системами искусственного интеллекта, которые обнаруживают визуальные и звуковые изменения. Если NPC увидит или услышит что-то непонятное, то отреагирует на это в зависимости от уровня подозрений; если это было короткое время — просто проигнорируют, если достаточно долго — станут бдительными и начнут обыскивать окружающую местность. NPC реагирую на голоса других NPC или звуки боя, а также на визуальные изменения в обстановке, такие как пятна крови, открытые двери и тела; игроки могут убирать их и прятать их. NPC делятся на три категории с различной реакцией — «охранники», «слуги» и «не люди». Охранники поднимут тревогу, если заметят игрока и нападут на него; слуги побегут за помощью, если заметят игрока или тело; нечеловеческие NPC будут просто преследовать и атаковать игрока. Если охранник серьёзно ранен, он попытается убежать и найти помощь; некоторые нечеловеческие NPC просто сбегут. Персонажи нелюди варьируются от гигантских пауков и диких существ до зомби и призраков, а определённые уровни содержат элементы survival horror.
Гаррет носит с собой меч, лук и несколько предметов, позволяющих вывести человека из строя. Игроки могут использовать для лука различные стрелы, каждая из которых имеет свои свойства («водяные стрелы» можно использовать для тушения факелов и любого другого источника огня, а также для очистки пятен крови, «веревочные стрелы» могут прикреплять веревку к деревянным поверхностям, «моховые стрелы» могут покрывать область мхом и заглушает шаги, а «огненные стрелы» могут повторно зажечь факелы и нанести значительный урон NPC). Также доступны другие инструменты, в том числе отмычки, оглушающие NPC на короткое время «световые бомбы» и зелья. Игрок может переключаться между инвентарями для оружия/стрел и предметами через HUD. Кроме того, игроки могут покупать дополнительные стрелы и инструменты между уровнями за приобретённую добычу (добыча и оставшиеся предметы не переносятся между миссиями, что поощряет их немедленное использование) и находить дополнительные предметы на уровне. Игроки также могут найти книги и свитки, которые могут содержать информацию об игровых знаниях или полезные подсказки для обхода препятствий на уровне, а также еду и ключи, которые могут открывать двери и контейнеры.

## Сюжет

### Сеттинг
Действие Thief происходит в мегаполисе под названием «Город», который содержит элементы средневекового тёмного фэнтези и промышленной революции. Руководитель проекта Грег ЛоПикколо сказал в раннем превью: «По сути [… это] это неопределенное средневековье, своего рода средневековая [Европа] встречается с Бразилией и Городом потерянных детей. Есть немного электричества, немного магии и немного машин XIX в.» Сеттинг был описан как стимпанк — фантастический сеттинг, в котором широко используются технологии паровых двигателей. Журналистами утверждалось, что Thief — один из самых ранних примеров жанра New Weird. Во время прохождения уровней игрок может знакомиться и сильнее раскрывать сеттинг игры, находя заметки и подслушивая разговоры.
Город состоит из трех фракций: Хранителей и двух противоборствующих религиозных орденов, известных как Язычники и Орден Молота (или «хаммериты»). Последние две стороны представляют хаос и порядок: нейтральные и скрытные Хранители стремятся поддерживать баланс в Городе, Хаммериты поклоняются богу Строителю и верят в прогресс, мастерство и праведность; «примитивные, почти животные» язычники поклоняются опасному богу «Обманщику» и ценят мир природы. Дизайн архитектуры каждой группы отражает их убеждения.

### История
В прологе игры главный герой Гарретт описывает свою юность, когда он был бездомным сиротой на улицах города. Он был пойман при попытке ограбить подозрительного человека, который оказывается Хранителем по имени Артемус. Впечатленный способностью Гаррета видеть его, он предлагает Гарретту присоединиться к его ордену. Гаррет соглашается, но позже уходит из ордена ради воровской жизни. Спустя годы Гаррет работает вором, и его пытаются заставить присоединиться к преступной группировке Гильдия воров. В качестве наказания за отказ платить за крышевание его желает убить криминальный авторитет Рамирес. Гаррет избегает убийц и в отместку грабит особняк Рамиреса. После этого к нему подходит представительница анонимного клиента Виктория, которую впечатлила совершённая кража. Гаррету поручено украсть меч у недавно прибывшего в город эксцентричного дворянина Константина. После завершения миссии Виктория ведет вора к Константину, который объясняет, что нанял Гаррета для проверки. Константин предлагает ему украсть Глаз — драгоценный камень, хранящийся в запечатанном и заброшенном хаммеритском соборе.
Чтобы добраться до собора, Гарретт отправляется через заброшенный район Старый квартал, населённый привидениями. Через отверстие в соборе Глаз показывает Гаррету ближайшее святилище Хранителей, где он может узнать, как открыть собор. Там вор обнаруживает, что собор был запечатан, чтобы предотвратить разрушение города Трикстером. Он узнает, что для снятия печати необходимы четыре глифы: два спрятаны в древних руинах под Городом и два — внутри хаммеритского храма (в Thief Gold один глиф находится у магов, второй был найден в оперном театре после того, как его забрали из пещер внизу, а два оставшихся, как и в оригинальной игре, находятся в Затерянном городе и в Хаммеритском храме). Гаррет забирает талисманы и возвращается в собор. После вскрытия собора, он узнает, что бывшие в нём люди были убиты и превращены в нежить Оком. Он возвращает Глаз Константину, который оказывается Трикстером. Виктория говорит, что для работы артефакта требуется телесный глаз; она связывает Гаррета виноградными лозами и удаляет ему правый глаз. Трикстер кладет его на Око, и они исчезают через портал. Оставленного умирать вора находят и освобождают двое хранителей. Во время побега из особняка Трикстера он узнает, что бог планирует использовать Глаз для возврата мира в дикое состояние.
После побега вор обращается за помощью к Ордену Молота. Однако он обнаруживает, что Трикстер напал на хаммеритский храм. В убежище под храмом он находит выживших хаммеритов, которые дают ему заминированную копию Ока.Гаррет спускается во владения Трикстера, где находит его занятым ритуалом с Оком. Вор незаметно заменяет Глаз копией, которая убивает Трикстера. Позже Гаррет приобретает механическую замену утраченному глазу. На улицах Города Артемус подходит к Гаррету и заявляет, что ему скоро потребуется помощь Хранителей. Гаррет гонит его от себя, и, когда он уходит, Артемус предупреждает о надвигающемся «металлическом веке».

## Разработка

### Разработка концепции игры
Разработка Thief началась в апреле 1996 года. Первоначальные концепты подразумевали ролевую игру, для которой начинающий гейм-дизайнер Кен Левин разрабатывал игровой мир и сеттинг. Первый вариант сюжета по кодовым именем Better Red Than Undead разворачивался во время альтернативных событий Холодной войны, когда авария на АЭС в СССР привела к тому, что люди стали превращаться в зомби. Игрок, выступая в качестве агента ЦРУ, засланного на территорию СССР, должен был с помощью холодного оружия уничтожать полчища зомби-коммунистов, так как огнестрельное оружие против нежити неэффективно. Однако отдел маркетинга забраковал сюжет как бесперспективный.
Следующий сюжет под кодовым именем Dark Camelot по-прежнему акцентировался на фехтовании и разворачивался в альтернативной антиутопичной вариации легенды о короле Артуре, в которой Мордред был положительным героем, сам король — тираном, а Мерлин — психопатом. К этому времени проект возглавил Уоррен Спектор, недавно ставший главой отделения Looking Glass в Остине. Долгое время в проекте не было ни основной сюжетной линии, ни представления о будущем игровом процессе, пока не была предложена идея об игре в качестве вора, избирающего тактику скрытности и ударов исподтишка вместо грубой атаки в лоб.

### Производство
В начале 1997 года Dark Camelot был переименован в The Dark Project. Первые варианты стелс-игры были представлены Кеном Левиным и Дорианом Хартом 4 апреля. В игре подразумевался многопользовательский режим, включая режим «theftmatch» (калька с deathmatch), в котором группы воров должны были на время украсть наибольшее количество ценностей в определённой локации. Разработка The Dark Project началась в мае 1997, в ходе которой для E3 1997 были выпущены трейлер и демоверсия, содержащая один уровень. Предполагаемая дата выпуска была назначена на лето 1997, позднее она была отложена на зиму 1997-98.
Однако в это время Looking Glass Studios испытывала серьёзные финансовые трудности. Филиал в Остине пришлось закрыть, что стоило компании и проекту потерей Спектора и ведущих программистов игрового движка. Позднее эта команда стала основой студии Ion Storm Austin, выпустившей Deus Ex в 2000 году. Левин также был вынужден покинуть The Dark Project. К 18 апреля студия отправила в вынужденный отпуск половину своего персонала, что отрицательно сказалось на мотивации команды The Dark Project — часть сотрудников либо ушла в отпуск, либо уволилась, включая ведущего программиста Бриско Роджера, ответственного за разработку искусственного интеллекта. Его позицию получил Том Леонард, ставший также ведущим разработчиком проекта.
Сам проект испытывал большие трудности в реализации концепций, которые были заложены в игру. По отдельности каждый из компонентов движка реализовывал передовые для тех лет технологии: каждый смоделированный уровень обладал, помимо физической модели, определяющей его геометрию, звуковой и световой. Звуковая модель позволяла управлять распространением звука от источника к персонажам и осуществлять сложные эффекты типа эха, реверберации или заглушения звука (для этого использовалась лицензированная библиотека Creative EAX). Уровень освещённости оказывал влияние на скрытность персонажа игрока и его «замечаемость» другими действующими персонажами. Управляемые искусственным интеллектом неигровые персонажи обладали сложной моделью поведения, в которую входили такие характеристики как уровень встревоженности и агрессивности (к примеру, небоевой или тяжело раненный персонаж бежал за подмогой). Однако после полутора лет разработки результаты внутреннего тестирования были неутешительны — механики стелс-режима не работали, тестеры не понимали, почему при определённых условиях их персонаж обнаруживался охранниками, а при других — нет. По заявлениям самих разработчиков, это была «игра, от которой нельзя получить удовольствия».
Испытывая давление со стороны издателя Eidos Interactive, который начал относиться к проекту как бесперспективному, команда усиленно пыталась найти способы улучшить игровой процесс. Одним из решений стало появление в интерфейсе реагирующего на освещённость кристалла, который тем самым давал знать игроку, находится ли тот в достаточно тёмном месте, где его вряд ли увидят и найдут. Другим волевым решением стало полная переработка логики искусственного интеллекта персонажей. Предложивший эту идею Том Леонард впоследствии в течение трёх недель с 14-часовым рабочим днём и без выходных полностью переписал компонент с нуля, в итоге от оригинала не осталось и пятой части. Новый дизайн системы был готов к ноябрю 1997 года. Ради упрощения разработки пришлось отказаться от ряда ранее заявленных возможностей, включая мультиплеер и развитый нелинейный сюжет. Силы команды были сконцентрированы на создании однопользовательских миссий линейной игры. Сроки выхода игры в очередной раз были отложены. Кодовая база была заморожена, чтобы дизайнеры смогли создать новые демоверсии для показа издателю Eidos Interactive.
Всё лето 1998 года команда в усиленном режиме дорабатывала движок и устраняла ошибки, связанные с искусственным интеллектом. Результат этого периода самим Леонардом был описан как «игра, которую нельзя было назвать развлечением». Лишь только спустя 12 недель непрерывной работы движок стал готовым к «реальному тестированию».
За три месяца до предполагаемой даты выхода большинство проблем было устранено. По словам Леонарда, команда начала верить в свой проект, который теперь «не воняет и в самом деле может стать развлечением». Игра была издана 30 ноября 1998 года, потребовав для своей разработки 2,5 года и 3 млн. долл..

### Постпроизводство
После релиза проект не был завершён, команда дизайнеров продолжила разработку игры, выпустив 29 октября 1999 года расширенное издание под названием Thief: Gold. В это издание вошли три дополнительные миссии и множество исправлений к уже существующим, учитывающим сюжетные и технические просчёты, допущенные разработчиками в ходе создания The Dark Project.
В качестве пасхального яйца разработчики включили четвёртую секретную миссию Blooper Reel, в которую включены многие забавные ошибки движка, неожиданная работа скриптов и различные комментарии самих разработчиков.

### Релиз
Thief был выпущен Eidos Interactive 1 декабря 1998 г. Расширенное издание игры Thief Gold было выпущено Looking Glass и Eidos 29 октября 1999 года и содержало улучшения оригинальных 12 миссий и три новые. На диске, помимо всего, также были редактор уровней и видео «закадровой съёмки создания Thief II: The Metal Age».

## Критика
| Сводный рейтинг       | Сводный рейтинг |
| Агрегатор             | Оценка          |
| --------------------- | --------------- |
| GameRankings          | 89,41 %         |
| Metacritic            | 92/100          |
| Иноязычные издания    |                 |
| Издание               | Оценка          |
| AllGame               | [ 65 ]          |
| CGW                   | [ 66 ]          |
| GameSpot              | 9,1/10          |
| IGN                   | 8,9/10          |
| PC Gamer (UK)         | 90 %            |
| PC Gamer (US)         | 90 %            |
| PC Zone               | 9,0/10          |
| Русскоязычные издания |                 |
| Издание               | Оценка          |
| «Игромания»           | 9,9/10          |

Игра стала самым успешным продуктом Looking Glass, распродавшись к маю 2000 года общим тиражом в 500 тысяч копий.
Thief: The Dark Project получил одобрение среди широкого круга прессы, включая The Washington Post, PC Gamer. Рецензент из Computer Gaming World был приятно удивлён новыми возможностями, которые предоставляла игра.
Особо отмечалось великолепное звуковое сопровождение игры, которое полностью увлекало игрока в игровой процесс.

## Наследие
Thief была первой трехмерной стелс-игрой для персонального компьютера, и её инновации в стелс-геймплее повлияли на более поздние игры этого жанра. Игра была названа первой, в которой свет и тень использовались в качестве механики скрытности, а звук позволял подслушивать и предупреждать охранников о своём присутствии громкими шагами. Разработчики игр широко рассматривали использование в игре распространения звуковых волн, которое позволяло звукам распространяться по углам и комнатам. Влияние Thief было признано и в других стелс-играх, таких как Assassin’s Creed, Hitman, Splinter Cell и Tenchu. Сценарист и дизайнер Half-Life Марк Лэйдлоу говорил, что «Thief — самая ужасающая, захватывающая и полезная игра, в которую я играл, и единственная однопользовательская игра, которую я продолжаю перепроходить». […] Есть бесчисленное множество книг, которые я хотел бы написать; Thief — одна из немногих игр, над которыми мне хотелось бы поработать». Лэйдлоу назвал её своей любимой игрой, такого же взгляда придерживались главный дизайнер Fallout 3 Эмиль Пальяруло, и Мишель Саббах из Bethesda Softworks.
Несколько изданий объявили Thief: The Dark Project одной из величайших игр всех времен. Внося его в свой зал славы, автор GameSpy Рич Карлсон написал: «Благодаря тактической философии, противоречащей почти всем [шутерам от первого лица] экшн-играм того времени, Thief вознаграждала скрытность и скрытность за наглой лобовой атакой», продолжая: «В то время как непреднамеренно подорвав представление о том, что все экшн-игры должны быть шутерами, он создал совершенно новую нишу в том же и без того перенасыщенном жанре». Редактор GameSpot Грег Касавин утверждал, что, хотя Metal Gear Solid, Tenchu: Stealth Assassins и Thief определяют жанр стелс-экшенов, именно Thief продемонстрировал «наиболее чистое изображение того, на что может быть похоже переход из тени в тень» и «в значительной степени остается непревзойденным достижением в играх». В 2009 году Thief был добавлен в зал славы IGN. Писавший для GamePro Сид Шуман утверждал, что Thief «ввел свой собственный жанр … под названием стелс-экшн». Джон Уокер из Eurogamer написал в ретроспективном обзоре: «Thief — позор для современных стелс-игр, каждая из которых представляет собой лишь блеклую пародию на этот мастерский оригинал». В 2012 году Майк Фэйи из Kotaku назвал Thief «лучшей стелс-игрой, в которую я когда-либо играл», превосходящей современные игры в этом жанре. В том же году журнал Time назвал её одной из 100 величайших видеоигр всех времен.
После Thief: The Dark Project последовали два продолжения, а также была выпущена четвёртая игра, перезапускающая серию. Looking Glass Studios разработала Thief II: The Metal Age, которая вышла в марте 2000 года и получила положительные отзывы. Thief: Deadly Shadows, выпущенный как для Windows, так и для Xbox, был разработан Ion Storm в связи с закрытием Looking Glass Studios в 2000 году После трудного цикла разработки игра, выпущенная в мае 2004 года, получила положительные отзывы. В мае 2009 года стало известно, что четвёртая игра под простым названием Thief находится в разработке Eidos Montreal для Windows, PlayStation 3 и Xbox 360. После выпуска она получила неоднозначные отзывы. После закрытия Looking Glass Studios Thief был поддержан модификациями (модами) сообщества. Ремейк The Dark Mod, созданный фанатами, был призван воссоздать «сущность» Thief на современном игровом движке. Первоначально выпущенный в 2009 года как мод для Doom 3, в октябре 2013 года он был выпущен как отдельная игра с открытым исходным кодом. В декабре 2013 года был выпущен фанатский мод текстуры высокого разрешения Thief Gold HD.